# Mas Cabrafiga
|  | Per a altres significats, vegeu «mas Cabrafiga (la Vall de Bianya)». |

El Mas Cabrafiga és un mas al terme de Sant Joan les Fonts a tocar del nucli de la Canya (Garrotxa) inclosa a l'Inventari del Patrimoni Arquitectònic de Catalunya.

## Arquitectura
És un gran casal de planta rectangular, amb el teulat a dues aigües i els vessants vers les façanes principals. Disposa de baixos, amb petites finestres de ventilació de les quadres, planta noble, pis i golfes. Va ser bastit amb carreus ben escairats als angles i obertures; actualment els murs estan arrebossats. Cal remarcar el pou de pedra unit a la casa per una terrassa, que en la part inferior té volta de pedra, que servia de pas pels carruatges. Conserva una pallissa bastida de pedra volcànica i carreus on es pot apreciar el seu procés d'ampliació a mesura que el mas anava adquirint importància.

## Història
El Mas Cabrafiga va tributar per diverses peces de terra al priorat de Sant Joan les Fonts i per altres terres a la parròquia de Socarrats, el priorat de Santa Maria de Besalú. Hereus d'aquesta casa: Bernat (1354), Margarida (1548); Margarida (1548-1561); Joanna (1579); Joan (1594); Joan (1700); Joan (1816); Enric, que fou alcalde l'any 1865. El darrer Joan Cabrafiga citat es casà amb Maria Lliurella, natural d'Argelaguer, qui mort el marit, comprà a Antoni Hom de Vellissana i Reixach, veí de Sant Joan de les Fonts, el Molí Nou, situat a la ribera de Bianya, el 14 de gener de l'any 1862.